# جین جین، کوئینزلند
جین جین (به انگلیسی: Gin Gin) یک شهرک در استرالیا است که در کوئینزلند واقع شده‌است.